# Großer Selchower See
Der Große Selchower See ist ein See im Landkreis Oder-Spree in der Stadt Storkow. Er gehört zum Naturpark Dahme-Heideseen und ist Bestandteil der Groß Schauener Seenkette sowie Teil von Sielmanns Naturlandschaft Groß Schauener Seen.

## Geografie
Der Große Selchower See ist einer der größten Seen der Seenkette und der Gemeinde Storkow. Er befindet sich östlich des namensgebenden Ortsteils Selchow und geht im Norden auf einer Breite von 800 Metern in den Großen Wochowsee über. Im Süden besitzt er Verbindungen zum Schweriner, sowie zum Bugker See.

## Tourismus
Das östliche Ufer des Sees kann über einen Rad- und Wanderweg zwischen Wochowsee und Bugk erkundet werden. Das westliche Ufer ist von Selchow aus über den Seeweg, den Wiesenweg und den Weidenweg zu erreichen.